# Musée de la Libération de Paris – Musée du Général Leclerc – Musée Jean-Moulin

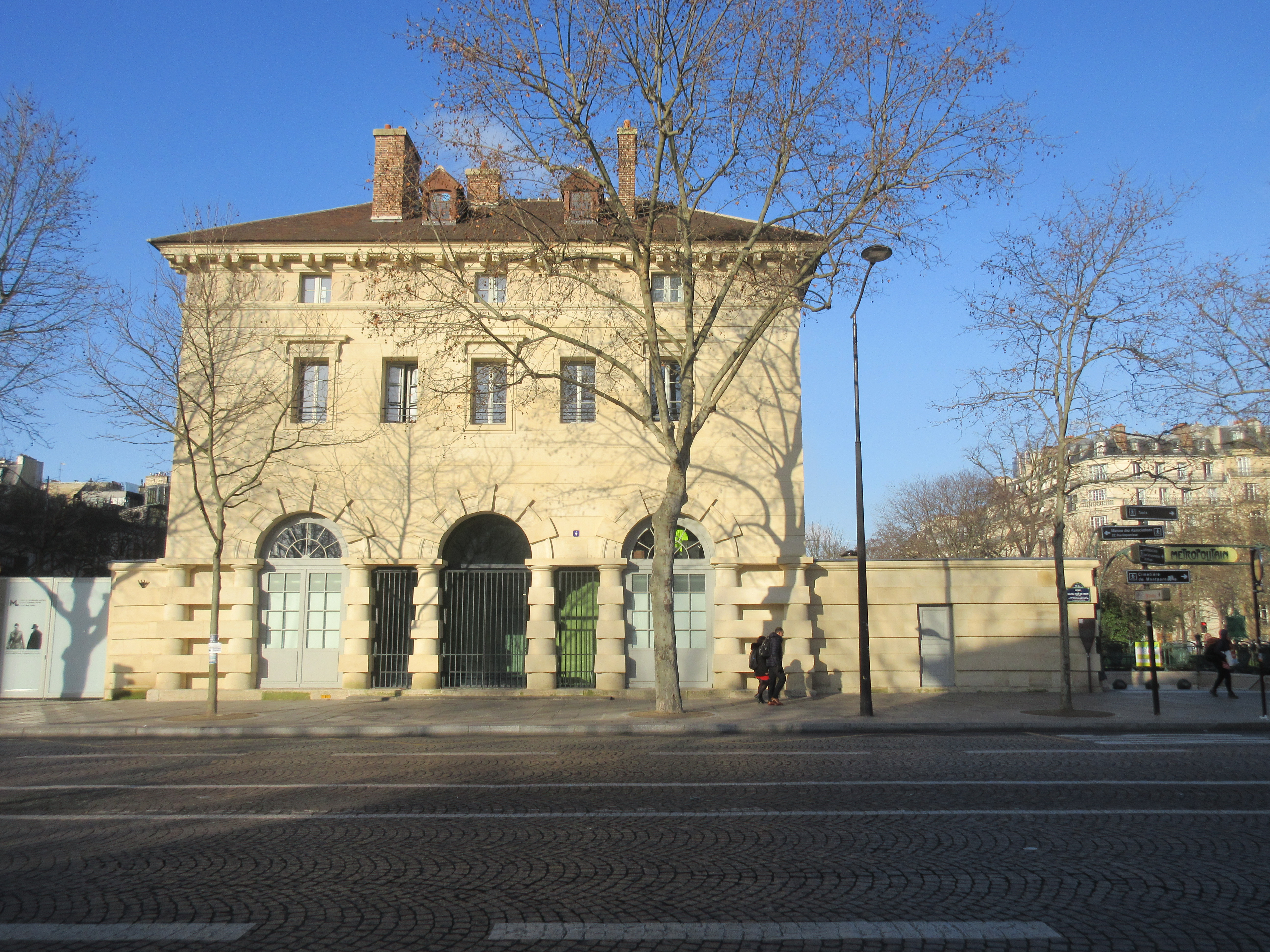
Musée de la Libération de Paris - Musée du Général Leclerc - Musée Jean-Moulin. Eingang.

Das Musée de la Libération de Paris – Musée du Général Leclerc – Musée Jean-Moulin ist eines der 14 Museen der Stadt Paris, die von der öffentlichen Einrichtung Paris Musées verwaltet werden. Es trat die Nachfolge des Musée du Général Leclerc de Hauteclocque et de la Libération de Paris - Musée Jean-Moulin (1994–2018) an. Das Museum wurde am 25. August 2019 anlässlich des 75. Jahrestages der Befreiung von Paris eröffnet.
Das Museum befindet sich in der avenue du Colonel-Henri-Rol-Tanguy im 14. Arrondissement von Paris, einem ehemaligen Teil des Place Denfert-Rochereau, der dem Standort der ehemaligen Barriere d’Enfer entspricht. Der Eingang befindet sich in der Nähe eines unmittelbaren Zugangs zur Metrostation Denfert-Rochereau. Dieser Eingang zur Metrostation, der sich im Norden des Gebäudes (auf der Seite des Platzes) befindet, ist eine Guimard-Ädikula, die als historisches Denkmal eingetragen ist.
Das neue Museum wurde an einem historische Ort erbaut, über der ehemaligen Kommandozentrale von Colonel Rol-Tanguy, Chef der französischen Streitkräfte des Innern (FFI) in der Region Paris.

## Geschichte
Anlässlich des 50. Jahrestages der Befreiung von Paris wurde am 24. August 1994 das Denkmal für Maréchal Leclerc de Hauteclocque und die Befreiung von Paris eingeweiht, dem am 3. September 1994 das Museum Jean Moulin folgte. 2011 wurde daraus das Museum für General Leclerc de Hauteclocque und die Befreiung von Paris.
Unter anderem aufgrund seiner mangelnden Präsenz mit weniger als 15.000 Besuchern pro Jahr wurde 2015 beschlossen, das Museum an den Place Denfert-Rochereau zu verlegen. Laut Sylvie Zaidman, Direktorin des neuen Museums, war der alte Standort in Montparnasse „von der Straße aus nicht sichtbar und für die Besucher schwer zugänglich“.
An der Rückseite des Gebäudes von Claude-Nicolas Ledoux (zum Platz hin) wurden umfangreiche Bauarbeiten durchgeführt, um einen Großteil der künftigen Museumsräume unterzubringen.
Der neue Standort verfügt über eine Ausstellungsfläche von 2500 m², davon 660 m² für die ständigen Sammlungen, 140 m² für Wechselausstellungen und 160 m² für das Dokumentationszentrum. Die Sammlung des Museums umfasst rund 300 Objekte. Originaldokumente und Fotografien, Uniformen, Plakate, Zeitungen sowie audiovisuelle Zeugnisse.
Der ehemalige militärische Kommandoposten der FFI, der sich im Untergeschoss befindet, kann besichtigt werden, jedoch nur in Gruppen von maximal 18 Personen und nach vorheriger Anmeldung. Die Besucher können auch die Überreste der Telefonzentrale, das Büro von Oberst Rol-Tanguy, das Sekretariat, in dem seine Frau Cécile arbeitete, sowie ein Tretrad besichtigen, das dazu diente, den Bunker der passiven Verteidigung im Falle einer Panne oder eines Stromausfalls mit Strom zu versorgen.
In den letzten Räumen des Museums sind zahlreiche Archivdokumente über die einwöchigen Straßenkämpfe und die eintägigen militärischen Operationen ausgestellt, die zur Befreiung der Hauptstadt führten.